# Assemblea Legislativa de Tonga
L'Assemblea Legislativa (en tongà Fale Alea ʻo Tonga) és la legislatura unicameral de Tonga. L'assemblea compta amb 26 membres, dels quals 17 són elegits per majoria del poble per a un mandat de 5 anys en circumscripcions mitjançant el sistema de vot únic intransferible. Els altres 9 membres són elegits pels 33 nobles hereditaris de Tonga. L'Assemblea és controlada pel president de la Cambra que és elegit per majoria dels membres electes del Parlament i constitucionalment nomenat pel rei.

## Història
L'Assemblea Legislativa que preveia la representació de nobles i plebeus va ser establerta el 1862 pel rei George Tupou I. Aquest organisme es reunia cada quatre anys i va tenir continuïtat a la Constitució de 1875.
Originalment, l'Assemblea estava formada per tots els titulars de títols nobiliaris, un nombre igual de representants del poble, els governadors de Ha'apai i Vava'u, i almenys quatre ministres de gabinet escollits pel monarca. L'augment del nombre de nobles de vint a trenta va fer créixer l'Assemblea fins als 70 membres. Les esmenes de 1914 van suposar una reducció de la mida de l'Assemblea i de les sessions anuals. Es va mantenir el principi de representació igualitària de nobles i plebeus.
L'abril de 2010 l'Assemblea Legislativa va promulgar un paquet de reformes polítiques, augmentant el nombre de representants del poble de nou a disset, amb deu escons per Tongatapu, tres per Vava'u, dos per Ha'apai i un cadascun per Niuas i 'Eua.
El Palau del Parlament de Tonga, de 100 anys d'antiguitat, va ser destruït pel cicló Gita, un cicló tropical de categoria 4 que va travessar el país els dies 12 i 13 de febrer de 2018. Posteriorment, el Parlament es va traslladar al complex del Centre Nacional de Tonga a Tofoa. El novembre de 2021, el govern de Tonga va anunciar que es construiria un nou edifici del parlament al passeig marítim de Nuku'alofa.